# Tord de collar
El tord de collar o griva de collar (Ixoreus naevius) és una espècie d'ocell de la família dels túrdids (Turdidae) i única espècie del gènere Ixoreus. Habita boscos de coníferes a gran part d'Alaska, oest del Canadà incloent les illes Haida Gwaii i Vancouver, i l'oest dels Estats Units fins al nord-oest de Califòrnia.